# Janet Farrar
Janet Farrar (Clapham, 24 de junio de 1950), de nacimiento Janet Owen, es una maestra británica y autora de libros sobre Wicca y neopaganismo. 
A través de sus dos esposos, Stewart Farrar y Gavin Bone, Janet ha publicado algunos de los más influyentes libros sobre brujería moderna hasta la fecha. De acuerdo a George Knowles, alrededor del 75% de los wiccanos en Irlanda e Irlanda del Norte pueden trazar sus raíces hasta los Farrar. 
Ha sido una de las caras más reconocidas de la Wicca, habiendo aparecido como modelo para portadas de libros e ilustraciones en varios de los libros más leídos en la materia. Es una conferenciante sobre temas de Wicca, neopaganismo y brujería en América del Norte y Europa.

## Vida
Janet Farrar nació en Clapham en 1950. Su familia, una mezcla de descendientes ingleses, irlandeses y galeses, fueron miembros de la Iglesia de Inglaterra. Farrar asistió a la escuela Leyton Manor y a la escuela para niñas Royal Wanstead. Después de la escuela secundaria, Farrar trabajó como modelo y recepcionista.
Janet fue iniciada en la Wicca alejandrina por los fundadores de esa tradición, Álex y Maxine Sanders. Farrar conoció a los Sanders en 1970 a través de un amigo interesado en explorar la Wicca. Janet acompañó a su amigo para mantenerlo "fuera de este culto extraño"; pero Farrar terminó uniéndose al coven de los Sanders y según Knowles, se convirtió en una de las brujas más eminentes y respetadas de hoy. En el coven ella conoció a Stewart Farrar, su futuro esposo y coautor.
Janet Farrar afirma que la pareja fue elevada al segundo grado de iniciación "en una casa desocupada en Sydenham" por los Sanders el 17 de octubre de 1970, y que ellos recibieron el tercer y último grado de iniciación el 24 de abril de 1971. Sin embargo, estos eventos son refutados por algunos alejandrinos "revisionistas".
Los Farrar comenzaron a operar su propio coven en 1971, antes de su ceremonia de iniciación al tercer grado. Realizaron su "handfasting" o boda en 1972 y su matrimonio civil en 1975. Janet abandonó el coven en 1972 para explorar la Kábala, pero regresó durante el mismo año. En 1976 los Farrar se mudaron a Irlanda para dejar atrás la ajetreada vida de Londres. Vivieron en el condado de Mayo y el condado de Wicklow, finalmente se establecieron en Kells, condado de Meath. Ambos, marido y mujer publicaron libros sobre la Wicca y las prácticas del coven. Janet Farrar continuó modelando y apareciendo en las ilustraciones de muchos libros sobre la Wicca, incluyendo una versión del libro de Margot Adler (1979) "Drawing Down the Moon". Farrar también posó en 1981 para muchas de las fotografías de su libro "Eight Sabbats for Witches" (Ocho Aquelarres para Brujos), el cual incluye material que los autores reclaman proviene del Libro de las Sombras de la tradición Wicca alejandrina. Los Farrar, con el apoyo de Doreen Valiente, argumentaron en su libro que aunque la publicación de ese material rompe su juramento de secretividad, está justificado por la necesidad de corregir la información falsa. Janet Farrar indica que algunos de los rituales contenidos en el libro de la pareja fueron escritos por ellos, y que ellos salieron de la Wicca alejandrina después de que la investigación del libro fue completada. La pareja fue coautora de cuatro libros más sobre Wicca. Janet Farrar ha sido nombrada como "Alejandrina Reformada".
Los Farrar regresaron a Inglaterra en 1988, pero regresaron a Irlanda en 1993. Conocieron a Gavin Bone, con quien entraron en una "relación polifidélica". Los tres fueron coautores de dos libros más, "The Healing Craft" (El Arte Crurativo) y "Pagan Path" (La Senda Pagana), una investigación sobre las muchas variedades de neopaganismo.
Después de la muerte de Stewart Farrar en febrero de 2000, Janet Farrar y Gavin Bone continuaron publicando libros y han dado conferencias en Estados Unidos y Reino Unido. El título de su libro de 2004, "Progressive Witchcraft", es la descripción que la pareja prefiere para su práctica religiosa actual.